# Nostoc
Nostoc è un genere di cianobatteri azotofissatori di acqua dolce che formano colonie di filamenti, costituiti da cellule rotondeggianti avvolte in una massa gelatinosa.
Quando si trovano al suolo le colonie di Nostoc non vengono normalmente notate, mentre dopo una pioggia si ingrossano fino a diventare un ammasso gelatinoso.
I batteri di questo genere contengono pigmenti fotosintetici nel loro citoplasma e possono quindi effettuare la fotosintesi.
È detta anche Spuma di Primavera.

## Specie
- N. azollae
- N. caeruleum
- N. carneum
- N. comminutum
- N. commune
- N. ellipsosporum
- N. flagelliforme
- N. linckia
- N. longstaffi
- N. microscopicum
- N. muscorum
- N. paludosum
- N. pruniforme
- N. punctiforme
- N. sphaericum
- N. spongiaeforme
- N. verrucosum